# 弗洛里贝尔·布瓦纳·丘伊
弗洛里贝尔·布瓦纳·丘伊（法語：Floribert Bwana Chui，1981年6月13日—2007年7月7日）是刚果民主共和国海关官员，也是圣艾智德团体的积极成员，因拒绝放行变质食品入境并拒收贿赂而被杀害。天主教会称他为“诚实与道德正直的殉道者”，并于2025年6月15日将他列为真福。

## 生平
弗洛里贝尔·布瓦纳·丘伊出身于富裕家庭，曾学习法律与经济学。他的职业生涯始于金沙萨，在刚果国家检验局（OCC）担任申诉专员，该机构负责监管海关和商品进出口事务，他的职责是处理损坏、变质或过期的食物。随后他向上级请求请求调往家乡戈马，在那里出任OCC戈马申诉专员。丘伊自幼即为虔诚天主教徒并担任要理教员，大学期间加入圣艾智德团体，并积极投身于街头儿童的援助工作。
在海关监管工作中，弗洛里贝尔·丘伊面临着一道道德难题，即决定是否允许来自邻国卢旺达、未经合法审批的食品进入刚果（金）境内。他多次拒绝收受与非法交易有关的贿赂，坚信为了几千美元放行成吨变质、有毒的食品是极不道德的。他曾下令销毁过期大米，并严词拒绝贿赂。他常说：“我到底是不是为基督而活？正因如此我不能接受，宁愿死也不拿这种钱。”最终他于2007年7月被施以酷刑后遇害，年仅26岁。戈马主教法斯坦·恩加布评价称“他是因诚实而死，在极其艰难的处境中守住了自己的自由，他的经历是其基督信仰的强有力见证。”
2023年2月教宗方济各访问刚果民主共和国期间，在对刚果青年和要理教员的讲话中深情谈及弗洛里贝尔·丘伊。他向听众强调了丘伊的坚韧与热忱，并表示他“没有被邪恶打败”，而是“以善胜恶”。

## 宣福
2016年，戈马教区启动了关于弗洛里贝尔·布瓦纳·丘伊的生平、德行与殉道情况的教会调查。教宗方济各于2024年11月25日正式承认其殉道身份，并签署其列真福的法令。在2025年6月15日圣保禄大殿举行的弥撒中，弗洛里贝尔·丘伊由枢机玛策禄·塞梅拉罗代表教宗良十四世正式宣告为真福。2025年6月16日，教宗良十四接见来自刚果民主共和国的朝圣者，高度赞扬新晋真福殉道者的灵性生活。